# Modelele (pictură)
Modelele, cunoscute și sub numele de Cele trei modele, este un tablou al pictorului francez Georges Seurat, realizat între 1886-1888 și deținut de Barnes Foundation din Philadelphia.
Acest tablou, al treilea dintre cele șase lucrări importante realizate de Seurat, este un răspuns date criticilor care au blamat tehnica lui Seurat ca fiind rece și incapabilă să reprezinte viața. Astfel, artistul prezintă un nud, același model, în trei posturi diferite. În fundal în partea stângă este prezentată o parte din O după-amiază de duminică pe insula Grande Jatte.
A fost expus la cel de-al patrulea Salon des Indépendants în primăvara anului 1888.
Există o a doua versiune a acestei lucrări, de dimensiuni mai mici, mai în concordanță cu tehnica divizionismului pe care Seurat a inventat-o și care este favorizată de specialiștii în lucrările lui Seurat. Această versiune este pe coperta catalogului expoziției Seurat din 1991 de la Muzeul Metropolitan de Artă. Tabloul a aparținut cândva comerciantului Heinz Berggruen și face parte acum din colecția moșiei Paul Allen. În 1947, la vânzarea colecției lui Félix Fénéon, un prim susținător și promotor al lui Seurat, Franța a dobândit studiile pentru pictura care se află acum în Musée d'Orsay.

## Galerie

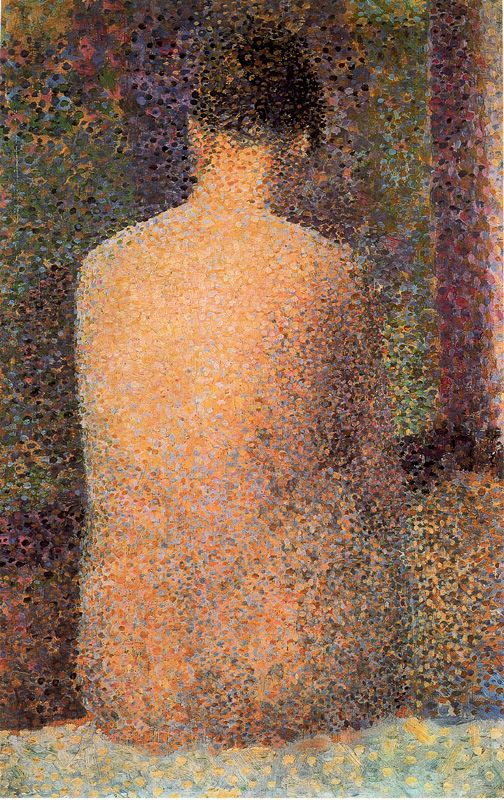
Model văzut din spate (studiu)
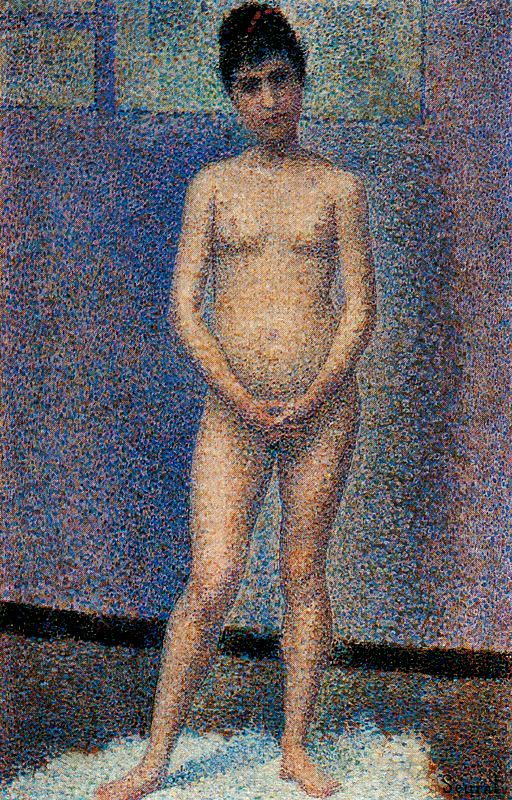
Model văzut din față (studiu)
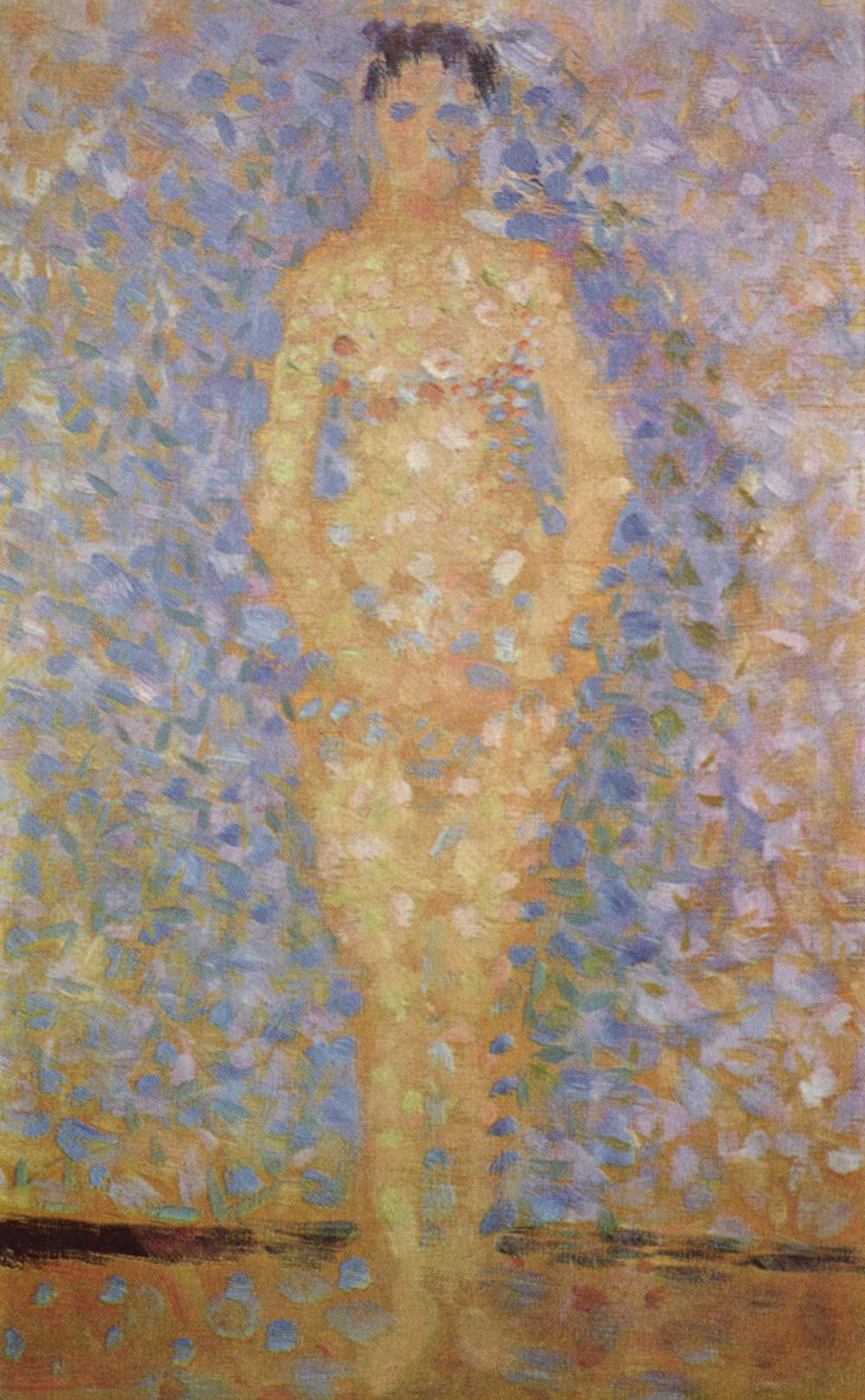
Model în picioare, din față (studiu)
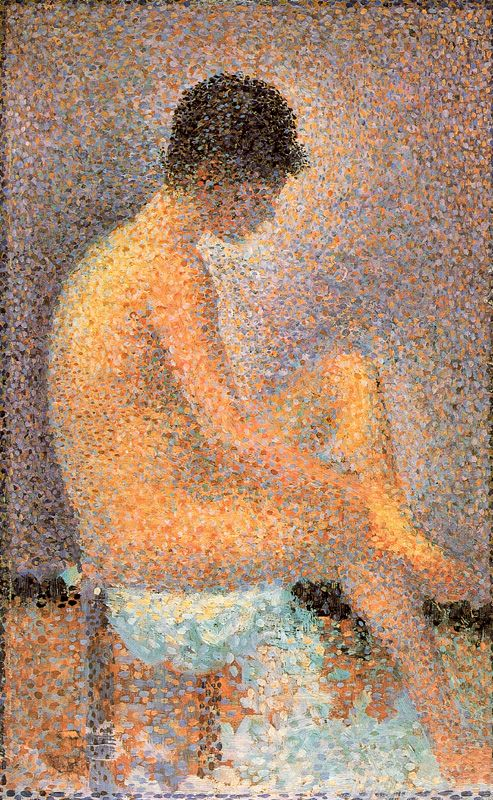
Model din profil (studiu)